# Punta Regreso
Punta Regreso (spanisch für Rückkehrpunkt) ist eine Landspitze an der Nordwestküste von Horseshoe Island vor der Fallières-Küste des Grahamlands auf der Antarktischen Halbinsel. Sie liegt gewissermaßen als Gegenstück zum Punta Egreso auf der Ostseite der Einfahrt zur Sally Cove. 
Argentinische Wissenschaftler benannten sie.